# La forza della coscienza
La forza della coscienza è un film muto italiano del 1918 diretto da Luigi Romano Borgnetto.